# ميخائيل بي. إليس
ميخائيل بي. إليس (بالإنجليزية: Michael B. Ellis)‏ هو جندي أمريكي، ولد في 28 أكتوبر 1894 في سانت لويس في الولايات المتحدة، وتوفي في 9 ديسمبر 1937 في شيكاغو في الولايات المتحدة.